# Heeze-Leende
Heeze-Leende  è una municipalità dei Paesi Bassi di 15 277 abitanti situata nella provincia del Brabante Settentrionale.
La municipalità è stata istituita il 1º gennaio 1997 ed è stata formata dall'unione del territorio dell'ex-municipalità di Leende e di parte dei territori delle ex-municipalità di Heeze e Maarheeze.